# Noël Bernard
Noel Bernard fue un botánico y micólogo francés ( 13 de marzo de 1874, París - 1911, Saint-Benoît, Departamento Vienne.
Bernard defendió una tesis en la Facultad de Ciencias de París en 1901 titulada Études sur la tubérisation (editada por Paul Dupont, de París en 1901). Fue docente de botánica en la Universidad de Poitiers. Trabajó principalmente sobre las micorrizas de las orquídeas. Participó en la creación de la Estación de Investigaciones vegetales de Mauroc en Saint-Benoît.

## Algunas publicaciones
- Études sur la tubérisation. Tesis defendida en la Facultad de Ciencias de París, N.º 1076, Paul Dupont, París 1901
- La germination des Orchidées. Edición reimpresa. 1903
- On the germination of Orchids. 4 pp. 1907
- La culture des orchidées dans ses rapports avec la symbiose. Editor E. Sacré. 20 pp. 1908
- L'évolution dans la symbiose: les orchidées et leurs champignons commensaux. Volumen 9 de Annales des sciences naturelles: Botanique. Editor Masson & Cie, Éditeurs, 196 pp. 1909
- L'Origine de la pomme de terre. 19 pp. 1910
- L'Évolution des plantes. Félix Alcan, París, 1916
- Principes de biologie végétale. Félix Alcan, París, 1921
- L'évolution des plantes. Nouvelle collection scientifique. Editor Alcan, 314 pp. 1932

- La abreviatura «N.Bernard» se emplea para indicar a Noël Bernard como autoridad en la descripción y clasificación científica de los vegetales.[2]